# Viorel Arcaș
Viorel Arcaș (n. 12 mai 1958, Mediaș, Sibiu, România, Mediaș, jud. Sibiu) este un senator român în legislatura 2004-2008 ales în județul Sibiu pe listele PSD și reales în 2008, 2012 și 2016.
De la data de 22.12.2016 este președintele Comisiei pentru buget, finanțe, activitate bancară și piață de capital. A ocupat și funcția de secretar în aceiași comisie, fiind înlocuit în funcția de președinte de Eugen Teodorovici de la 28.03.2017 până la data de 31.01.2018, după care a revenit în funcția de președinte. 1 2
În legislatura 2004-2008, Viorel Arcaș a fost membru în grupurile parlamentare de prietenie cu Republica Africa de Sud, Regatul Suediei, Bosnia și Herțegovina, Republica Italiană. Viorel Arcaș a înregistrat 54 de luări de cuvânt în 47 de ședințe parlamentare și a inițiat 17 propuneri legislative, din care 3 au fost promulgate legi.
În legislatura 2008-2012, Viorel Arcaș a fost membru în grupurile parlamentare de prietenie cu Federația Rusă, Statul Qatar, Republica Socialistă Vietnam și Republica Franceză-Senat. Viorel Arcaș a inițiat 52 de propuneri legislative, din care 7 au fost promulgate legi. Viorela Arcaș a fost membru în comisia pentru buget, finanțe, activitate bancară și piață de capital și în comisia pentru apărare, ordine publică și siguranță națională.
În legislatura 2012-2016, Viorel Arcaș a fost membru în grupurile parlamentare de prietenie cu Federația Rusă, Statul Qatar și Republica Federativă a Braziliei. Viorel Arcaș a inițiat 65 de propuneri legislative, din care 18 au fost promulgate legi.
În legislatura 2016-2020, Viorel Arcaș este membru în grupurile parlamentare de prietenie cu Federația Rusă, Republica Algeriană Democratică și Populară și Republica Federală Germania. Viorel Arcaș a inițiat 44 de propuneri legislative, din care 4 au fost promulgate legi.